# 1985년 뉴욕 영화 비평가 협회상
제51회 뉴욕 영화 비평가 협회상은 1985년 영화를 대상으로 하는 시상식이다.

## 수상 및 후보

### 작품상
- 프리찌스 오너

### 감독상
- 프리찌스 오너 - 존 휴스턴 수상

### 각본상
- 카이로의 붉은 장미 - 우디 앨런 수상

### 여우주연상
- 오피셜 스토리 - 노마 알렌드로 수상

### 남우주연상
- 프리찌스 오너 - 잭 니콜슨 수상

### 여우조연상
- 프리찌스 오너 - 안젤리카 휴스턴 수상

### 남우조연상
- 아웃 오브 아프리카 - Klaus Maria Brandauer 수상

### 촬영상
- 아웃 오브 아프리카 - 데이비드 웟킨 수상

### 다큐멘터리상
- 쇼아

### 외국영화상
- 란